# أفا محمد
أفا محمد (بالإنجليزية: Ava Muhammad)‏ ولدت في 1951 ، هي محامية أمريكية مسلمة من طائفة حركة الإسلام، تتبنى توجه معاداة السامية ومن المؤمنين بنظرية المؤامرة.